# 1906년 중간 올림픽 육상 남자 원반던지기
1906년 중간 올림픽 육상 남자 원반던지기는 그리스 아테네에서 개최된 1906년 중간 올림픽 육상의 세부 종목이다. 1906년 4월 25일에 진행되었고 10개국에서 21명의 선수가 참가하였다.

## 경기장
| 도시   | 경기장              | 원어명             | 로마자               | 비고    |
| ------ | ------------------- | ------------------ | -------------------- | ------- |
| 아테네 | 파나티나이코 경기장 | Παναθηναϊκό στάδιο | Panathinaiko Stadium | 전 경기 |

## 경기 결과
| 순위 | 선수                            | 1      | 2      | 기록   | 비고 |
| ---- | ------------------------------- | ------ | ------ | ------ | ---- |
| 1    | 마틴 셰리던 (USA)               | 41.020 | 41.460 | 41.460 |      |
| 2    | 니콜라오스 게오르간타스 (GRE)   | 35.500 | 38.060 | 38.060 |      |
| 3    | 베르네르 얘르비넨 (FIN)         | 36.820 | 불명   | 36.820 |      |
| 4    | 에릭 레밍 (SWE)                 | 불명   | 불명   | 35.620 |      |
| 5    | 앙드레 티송 (FRA)               | 불명   | 불명   | 34.810 |      |
| -    | 프란티셰크 소우체크 (BOH)       | 불명   | 불명   | 불명   |      |
| -    | 미로슬라프 슈스테라 (BOH)       | 불명   | 불명   | 불명   |      |
| -    | 헤이키 오흘만 (FIN)             | 불명   | 불명   | 불명   |      |
| -    | 우노 하그만 (FIN)               | 불명   | 불명   | 불명   |      |
| -    | 앙드레 데스파르주 (FRA)         | 불명   | 불명   | 불명   |      |
| -    | 카를 칼텐바히 (GER)             | 불명   | 불명   | 불명   |      |
| -    | 빌리 되르 (GER)                 | 불명   | 불명   | 불명   |      |
| -    | 미카일 도리자스 (GRE)           | 불명   | 불명   | 불명   |      |
| -    | 게오르기오스 파파크리스투 (GRE) | 불명   | 불명   | 불명   |      |
| -    | 바실리오스 파파게오르기우 (GRE) | 불명   | 불명   | 불명   |      |
| -    | 슈트러우스 쥴러 (HUN)           | 불명   | 불명   | 불명   |      |
| -    | 룬트제르 죄르지 (HUN)           | 불명   | 불명   | 불명   |      |
| -    | 다비드 미할리 (HUN)             | 불명   | 불명   | 불명   |      |
| -    | 무딘 이스트반 (HUN)             | 불명   | 불명   | 불명   |      |
| -    | 알베르토 마스프로네 (ITA)       | 불명   | 불명   | 불명   |      |
| -    | 로버트 에지런 (USA)             | 불명   | 불명   | 불명   |      |

## 메달리스트
| 금                 | 은                               | 동                         |
| 마틴 셰리던 · 미국 | 니콜라오스 게오르간타스 · 그리스 | 베르네르 얘르비넨 · 핀란드 |

## 참고 자료
- (영어) “Athletics at the 1906 Athina Summer Games: Men's Discus Throw”. sports-reference.com. 2013년 10월 31일에 원본 문서에서 보존된 문서. 2011년 1월 5일에 확인함.
- (영어) De Wael, Herman. “Herman's Full Olympians: "Athletics 1906".”. 2016년 3월 5일에 원본 문서에서 보존된 문서. 2018년 11월 28일에 확인함.